# Stony Point (Oklahoma)
Pour les articles homonymes, voir Stony Point.
Stony Point est une census-designated place du comté de Sequoyah, dans l'État d'Oklahoma, aux États-Unis,. En 2020, elle compte une population de 176 habitants.